# Abel (Buenos Aires)
Abel é uma pequena localidade rural do partido de Pehuajó, província de Buenos Aires, Argentina.

## Localização
Localiza-se ao norte da cidade de Pehuajó, distando desta cerca de 35 km.

## População
Durante o censo 2001 do INDEC foi considerada população rural dispersa.